# Apostolisches Vikariat Anhalt

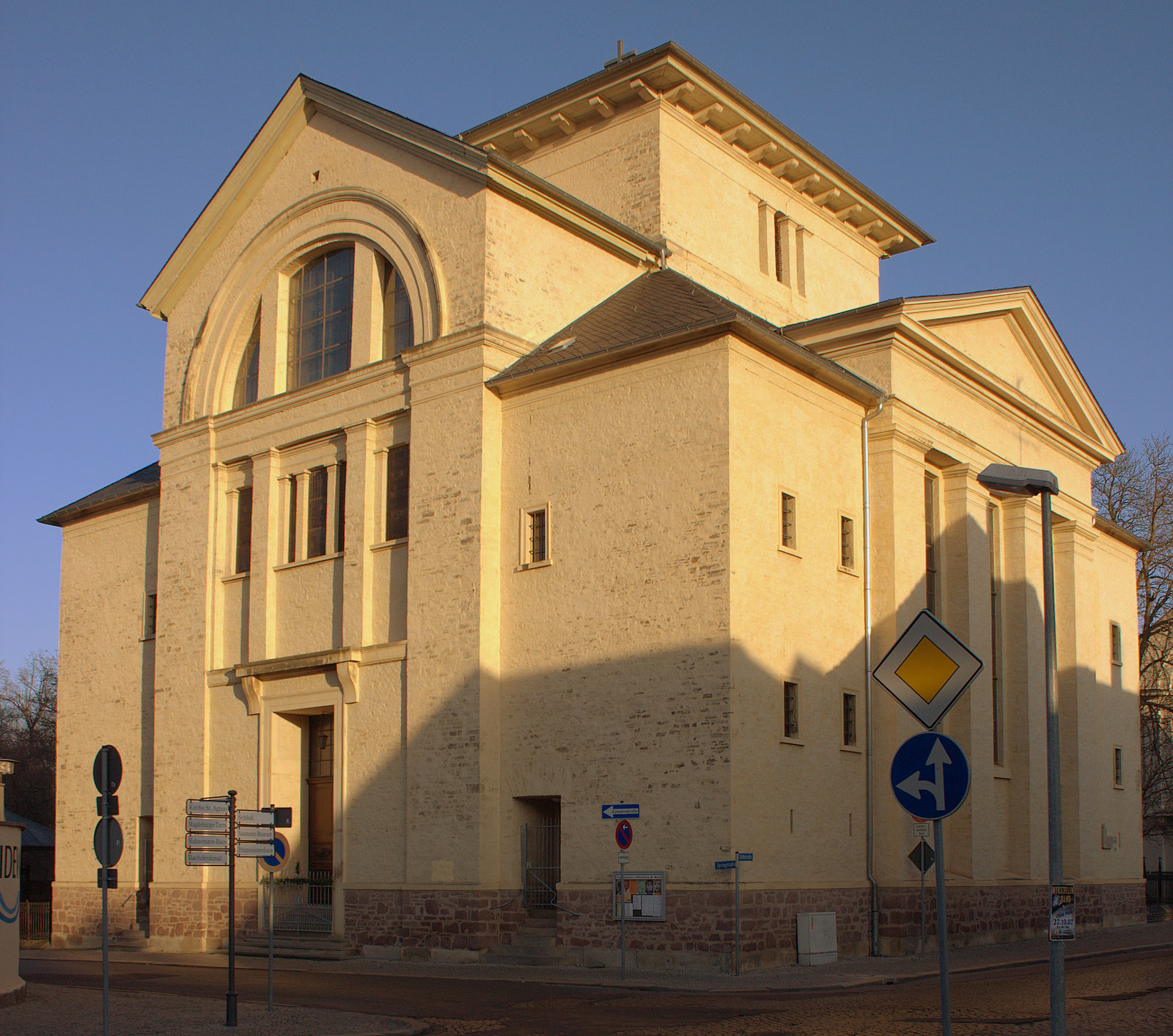
Schloss- und Pfarrkirche St. Mariä Himmelfahrt in Köthen, erbaut 1827–32

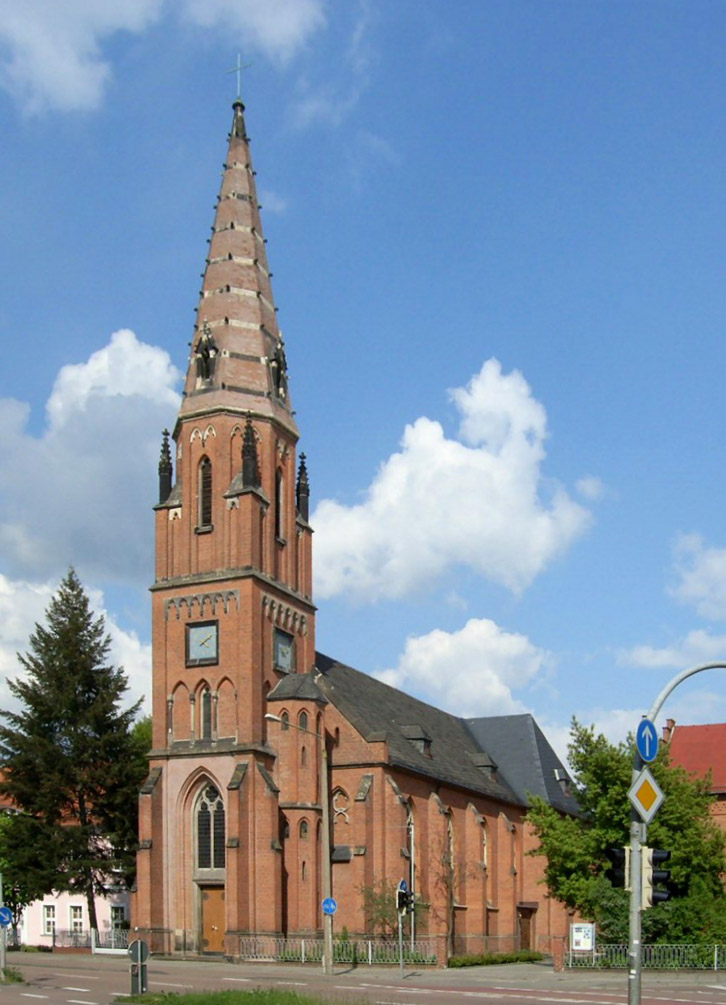
Propsteikirche St. Peter und Paul in Dessau, erbaut 1854–58

Das Apostolische Vikariat Anhalt war ein Apostolisches Vikariat der römisch-katholischen Kirche auf dem Gebiet der anhaltischen Herzogtümer. Es bestand von 1834 bis 1921.

## Geschichte
Bei der Neuumschreibung der katholischen Diözesen in Deutschland nach dem Wiener Kongress blieb Anhalt zunächst beim Apostolischen Vikariat des Nordens, während das Gebiet der umgebenden preußischen Provinz Sachsen mit der Bulle De salute animarum 1821 dem Bistum Paderborn eingegliedert wurde.
1825 konvertierte Herzog Ferdinand von Anhalt-Köthen zur katholischen Kirche. Er förderte die Gründung katholischer Pfarreien und Kirchen in seinem Territorium und suchte engen Kontakt zum Heiligen Stuhl. Obwohl nach Ferdinands Tod 1830 sein protestantischer Bruder Heinrich die Regentschaft übernahm, errichtete Papst Gregor XVI. 1834 das Apostolische Vikariat für Anhalt. Es umfasste die Pfarreien Köthen (1827), Dessau (1830), Bernburg (1859) und Zerbst (1901).
Die Administration wurde zunächst in Personalunion dem Apostolischen Vikar in den Sächsischen Erblanden übertragen, dann dem Apostolischen Nuntius für das Königreich Bayern, ab 1868 schließlich dem jeweiligen Bischof von Paderborn, zuletzt dem 1920 ernannten Caspar Klein. Dieser trat am 1. März 1921 formell vom Amt des Apostolischen Vikars für Anhalt zurück. Mit gleichem Datum wurde das Vikariatsgebiet in das Bistum Paderborn eingegliedert.
Von 1862 – Ernennung durch Nuntius Flavio Chigi – bis zu seinem Tod 1880 war der Dessauer Pfarrer Franz Küstner Dechant für das Anhalter Vikariatsgebiet.